# 山上達人
山上 達人（やまがみ たつんど、1928年3月26日 - 2004年）は、日本の会計学者。商学博士（論文博士・1971年）（学位論文「生産性会計論」）。大阪市立大学名誉教授、奈良産業大学名誉教授。

## 略歴
大阪市出身。大阪商科大学卒業。1960年大阪市立大学大学院経済学研究科博士課程満期退学。1971年「生産性会計論」で商学博士の学位を取得。関西大学商学部講師、助教授、大阪市立大学商学部助教授、教授。1991年定年退官、名誉教授、奈良産業大学教授。2003年退任、名誉教授。

## 著書
- 『生産性会計論』森山書店　1967
- 『インドの民間企業 「発展途上国の企業分析」序説』アジア経済研究所 外国の企業 1969
- 『パキスタンの企業』アジア経済研究所会 外国の企業 1970
- 『生産性分析の理論 経営分析と付加価値指標』白桃書房 1973
- 『付加価値分析 経営分析と付加価値指標』税務経理協会 経営分析シリーズ　1978
- 『付加価値会計の研究』有斐閣 1984
- 『社会関連会計の展開 「営業報告書」の新しい方向』森山書店 1986
- 『現代企業の経営分析 社会関連会計と社会関連分析』白桃書房 現代経営・会計選集 1988
- 『環境会計の構築 社会関連会計の新しい展開』白桃書房 1996
- 『環境会計入門 環境会計の基本問題を考える』白桃書房 1999

### 共編著
- 『付加価値会計』青木脩,後藤幸男共編 中央経済社　1977
- 『テキストブック経営分析 経営構造と経営能力の分析』後藤幸男共編 有斐閣ブックス　1979
- 『会計情報とディスクロージャー 社会関連情報の開示を中心として』編著 白桃書房 1989
- 『社会関連情報のディスクロージャー 各国企業の社会関連情報開示の実態』飯田修三共編著 白桃書房 1994
- 『環境会計の現状と課題』菊谷正人共編著 同文館出版 1995
- 『環境変動下の経営と会計』高橋敏朗共編著 白桃書房 1997
- 『現代会計とグリーン・アカウンタビリティ 環境会計の理論と展開』飯田修三共編著 森山書店 1998
- 『環境会計の新しい展開』向山敦夫,國部克彦共編著 白桃書房 2005

### 翻訳
- M.R.レーマン『生産性測定と創造価値計算』税務経理協会 1961
- レーマン『生産性測定論』訳著 税務経理協会 1966
- R.グレイ, K. マンダース, D. オーエン『企業の社会報告 会計とアカウンタビリティ』監訳 白桃書房 1992
- R.グレイ, D.オーエン, C.アダムス『会計とアカウンタビリティ 企業社会環境報告の変化と挑戦』監訳 白桃書房、2003

## 論文
- ＜山上達人